# Eukoenenia lyrifer
Eukoenenia lyrifer is een spinnensoort in de taxonomische indeling van de Palpigradi.
Het dier komt uit het geslacht Eukoenenia. Eukoenenia lyrifer werd in 1992 beschreven door Condé.